# San Cosme (departement)
San Cosme is een departement in de Argentijnse provincie Corrientes. Het departement (Spaans:  departamento) heeft een oppervlakte van 595 km² en telt 13.189 inwoners.

## Plaatsen in departement San Cosme
- Paso de la Patria
- San Cosme
- Santa Ana de los Guácaras (ook: Santa Ana de los Huácaras)